# コールウェイティング
コールウェイティング（英: call waiting）とは、通話中に別の電話の着信があった場合に、通話中の相手を一時的に待たせて別の電話の着信を受けることのできる電話サービス。電話を掛ける側で見た場合、相手が話中の状態にならないため、商店などの注文などを受ける電話回線などでよく使われる。
日本ではNTTがキャッチホンという登録商標でサービスを展開したため、この名称（通称「キャッチ」）が広く普及した。NTTグループ以外の各社では割込通話などの名称でコールウェイティング機能を提供している。

## 固定電話
「キャッチホン」は1970年11月1日に日本電信電話公社により開始されたが、本格的な普及は電電公社がNTTに転換した1985年頃からである。この時期には、パソコン通信が始まったこともあり、キャッチホン契約をした回線でパソコン通信を行っている場合に他からの電話が着信すると、話中にならずに電話を受けられる代償として通信が切れる問題があった。なお、INSネットでは1989年8月に開始された。
この後、電話機からの指示でキャッチホン機能を停止し、この間に他からの着信があった場合には、センターでメッセージを預かる形にすることで、データ通信の切断問題を改善したキャッチホンIIが1995年7月3日から開始されたが、その後のブロードバンドインターネット接続の普及によりアナログ電話回線によるダイヤルアップ接続は次第に利用されなくなり、キャッチホンIIは2014年2月28日をもって新規申し込みの受付を終了、2016年1月4日〜2月29日の間に順次サービス廃止工事を実施、2016年2月29日をもって完全に終了した。

## 直収電話
KDDIのメタルプラスでは「割込通話」、ソフトバンクテレコムのおとくラインでは「キャッチ電話サービス」という名称で提供されている。

## 携帯電話等
2015年1月現在、NTTドコモで「キャッチホン」、auで「割込通話サービス」、ソフトバンクモバイル・Y!mobile（PHS含む）で「割込通話」などとして、同様のサービスが提供されている（PHSは一部非対応の機種あり）。